# Greidys Gil
Greidys Gil (née le 18 novembre 1980 à La Havane, Cuba), est une actrice cubaine.

## Carrière
Greidys Gil est une reine de beauté, de Cuba, concurrente de reality show et actrice. Elle participe au concours Nuestra Belleza Latina. Après des mois de compétition, elle gagne le premier prix de $200,000 et un contrat avec Univisión et gagne le titre de Nuestra Belleza Latina 2009. Elle est élue parmi les 50 personnes les belles" (50 Más Bellos) par la revue People en Español,.
En 2010, elle fait ses débuts d'actrice dans la telenovela Eva Luna.

## Filmographie
- 2010-2011 : Eva Luna : Claudia Jiménez
- 2011 : Corazón valiente : Tamara
- 2011-2012 : Rosario : Silvia Villalobos
- 2013 : Marido en alquiler : Karla